# Fedor Beelitz
Fedor Alexander Beelitz (* 18. Juni 1813 in Berlin; † 8. Dezember 1847 in Breslau) war ein preußischer Verwaltungsbeamter.

## Leben
Fedor Beelitz wurde als Sohn des Geheimen Justizrates und Direktor des Berliner Stadtgerichts Michael Carl Ludwig Beelitz geboren. Nach dem Abitur am Gymnasium zum Grauen Kloster studierte er an den Universitäten Bonn, Heidelberg und Berlin Rechts- und Kameralwissenschaften. 1833 schloss er sich dem Corps Borussia Bonn an. Zunächst Assessor und Landratsamtverweser im Landkreis Schweidnitz wurde er Landrat in Gleiwitz.